# Massacre de Río Piedras
Le massacre de Río Piedras se déroula à l'Université de Porto Rico à Río Piedras, et comporta une confrontation entre la police locale et des partisans du parti nationaliste de Porto Rico le 24 octobre 1935. Quatre militants du parti nationaliste et un policier furent tués pendant la fusillade.

## Bilan
Les partisans du parti nationaliste tués pendant la fusillade étaient :
- Ramón S. Pagán - secrétaire du parti
- Eduardo Rodríguez Vega
- José Santiago Barea
- Pedro Quiñones

Dionisio Pearson fut également gravement blessé pendant cet événement.
Un policier mourut aussi pendant la fusillade.

## Suites
Un témoin du massacre, Isolina Rondón, raconta comment les policiers tirèrent sur leurs victimes et comment elle avait entendu l'un d'entre eux crier qu'il ne fallait pas les laisser « s'échapper vivant ». Cependant son témoignage fut ignoré et aucune charge ne fut retenue contre eux. Ils eurent à la place une promotion.
En 1936, les nationalistes Hiram Rosado et Elías Beauchamp assassinèrent le colonel Elisha Francis Riggs, qui était le chef de la police de l'île et qui fut considéré comme responsable du massacre. Rosado et Beauchamp furent arrêtés et exécutés sommairement, sans procès dans les quartiers-généraux de la police à San Juan.